# Дівоче
Дівоче (словац. Devičie) — село в окрузі Крупіна Банськобистрицького Словаччини. Площа села 14,06 км². Станом на 31 грудня 2017 року в селі проживало 309 жителів.

## Історія
Перші згадки про село датуються 1256 роком.

## Населення
| Рік:            | 1994. | 2004.   | 2014.   | 2024.   |
| --------------- | ----- | ------- | ------- | ------- |
| Кількість осіб: | 274   | 277     | 300     | 302     |
| Різниця:        |       | +1,09 % | +8,30 % | +0,66 % |

| Рік:            | 2023. | 2024. |
| --------------- | ----- | ----- |
| Кількість осіб: | 302   | 302   |
| Різниця:        |       | +0 %  |